# Forever Yours - Avicii Tribute
"Forever Yours (Avicii Tribute)" é uma música do DJ norueguês Kygo, do DJ sueco Avicii e do cantor e compositor sueco Sandro Cavazza. A música foi lançada em 24 de janeiro de 2020. A canção foi escrita por Sting, Jan Kask, Dominic Miller, Tim Bergling, Sebastian Furrer, Kygo, Sandro Cavazza e Marcus Thunberg Wessel.
Em 14 de fevereiro de 2025, foi lançada uma versão alternativa intitulada "Tim's 2016 Ibiza Version". Esta versão não credita Kygo como artista, apenas na composição, já que ele não trabalhou nesta versão.

## Composição
Forever Yours é originalmente uma música que Avicii começou a compor em Malibu em março de 2016, depois que Sandro lhe mostrou uma versão demo da música. Na época, Avicii estava fazendo uma viagem de carro de Los Angeles a Miami para trabalhar em novas músicas que ele apresentaria no Ultra Music Festival daquele ano. Forever Yours foi uma das várias músicas na qual Avicii trabalhou durante essa viagem.
Mais tarde, em 2016, Avicii tocou uma outra versão de "Forever Yours", remixada por ele mesmo, em seu último show antes da aposentadoria, em Ushuaia.
No entanto, Avicii não conseguiu lançar uma versão final da música antes de sua morte. O DJ norueguês Kygo e o cantor e compositor sueco Sandro Cavazza tiveram a oportunidade de finalizar oficialmente o que Avicii havia começado. Embora toda a produção tenha sido refeita do zero, Sandro e Kygo tomaram a liberdade de usar os acordes de Avicii da conhecida versão do UMF 2016. Em dezembro de 2019, os dois artistas tocaram a música ao vivo no "Avicii Tribute Concert", garantindo que o projeto finalmente fosse concluído. Sandro Cavazza já havia participado do single de 2017 do Avicii, "Without You", e de duas músicas do álbum Stories de 2015 do Avicii, "Gonna Love Ya" e "Sunset Jesus". Sting e Dominic Miller também são creditados pelo uso de samples da canção de Sting "Shape of My Heart".

## Desempenho nas paradas musicais
| País                                                                                             | Melhor Posição |
| ------------------------------------------------------------------------------------------------ | -------------- |
| Austrália (ARIA)                                                                                 | 96             |
| Alemanha (GfK)                                                                                   | 65             |
| Bélgica (Ultratop)                                                                               | 49             |
| Eslováquia (Rádio – Top 100)                                                                     | 32             |
| Estados Unidos (Billboard Dance Club Songs) Estados Unidos (Billboard Hot Dance/Eletronic Songs) | 3 9            |
| Hungria (MAHASZ)                                                                                 | 7              |
| Irlanda (IRMA)                                                                                   | 92             |
| Islândia (ICC)                                                                                   | 31             |
| Noruega (VG-lista)                                                                               | 5              |
| Países Baixos (Dutch Top 40)                                                                     | 25             |
| Suécia (Sverigetopplistan)                                                                       | 4              |
| Suíça (Hitparade)                                                                                | 25             |

## Certificações
| País         | Certificado |
| ------------ | ----------- |
| Brasil (PMB) | Ouro        |